# Trinidad García de la Cadena (Zacatecas)
Trinidad García de la Cadena (Zacatecas) é um município do estado de Zacatecas, no México.